# Jorn Vancamp
Jorn Vancamp (Antuérpia, 28 de outubro de 1998) é um futebolista profissional belga que atua como atacante.

## Carreira
Jorn Vancamp começou a carreira no Anderlecht.